# Свистун (фильм, 1944)
«Свистун» (англ. The Whistler) — фильм нуар режиссёра Уильяма Касла, который вышел на экраны в 1944 году.
Это первый из восьми фильмов киносерии «Свистун», которые произвела студия Columbia Pictures в 1944—1948 годах. В первых семи фильмах главную роль исполнил Ричард Дикс, режиссёром четырёх фильмов сериала был Касл.
В этом фильме Дикс исполняет роль бизнесмена Эра Конрада, который во время круиза попадает в кораблекрушение, теряя свою жену. Виня себя в её смерти, Эрл приходит в такое отчаяние, что нанимает киллера (Дж. Кэррол Нэш), чтобы тот убил его. Когда неожиданно выясняется, что жена Эрла жива и находится в японском плену, Эрл безуспешно пытается найти киллера, чтобы отменить заказ и отправиться за женой, однако киллер намерен выполнить контракт. Несколько раз Эрл оказывается на грани смерти, однако везение, звуки таинственного Свистуна и активное участие влюблённой в него секретарши Элис Уокер (Глория Стюарт) каждый раз спасают его. Лишь после того, как во время очередного покушения полиция убивает киллера, к Эрлу возвращается покой и интерес к жизни.
Фильм получил преимущественно высокие оценки критики, отметившей напряжённый и увлекательный сюжет с интересными поворотами, сильную режиссёрскую работу Касла, а также великолепное исполнение Диксом главной роли.
Аналогичный сюжет, когда человек заказывает собственное убийство, а затем пытается отменить заказ, был использован в таких фильмах, как «В поисках собственного убийцы» (1931), «Разыскивается убийца» (1949), «Тюльпаны» (1981), «Я нанял убийцу» (1990) и некоторых других.

## Сюжет
В Сан-Франциско, в дешёвом портовом баре «Воронье гнездо» психологически подавленный бизнесмен Эрл Конрад (Ричард Дикс) анонимно нанимает мелкого гангстера Лефти Виграна (Дон Костелло), чтобы тот до ближайшей пятницы организовал его убийство. Согласившись выполнить заказ, Вигран получает гонорар в 10 тысяч долларов, имя и адрес жертвы, не подозревая, что жертвой должен стать сам заказчик. Половину суммы Вигран забирает себе, а вторую половину и записку с адресом жертвы, он отправляет с глухонемым мальчиком-курьером (Уильям Бенедикт) домой к киллеру (Дж. Кэррол Нэш), который должен выполнить заказ. В момент получения записки Киллер увлечённо изучает книгу «Исследования некрофобии» о болезненном страхе перед смертью, способном довести человека до летального исхода. Позднее тем же вечером Вигран узнаёт от бармена, что в бар направляются полицейские, чтобы арестовать его по делу об убийстве копа. Намереваясь скрыться, Вигран выходит через служебный вход, но попадает в полицейскую засаду, и в ходе короткой перестрелки его убивают. Тем временем в приподнятом состоянии духа Конрад возвращается домой и увольняет своего дворецкого Дженнингса (Чарльз Колман), предлагая ему щедрое выходное пособие в размере 5 тысяч долларов.
На следующее утро Эрл, который является совладельцем фабрики по производству керамических изделий, после нескольких дней отсутствия появляется в офисе. Он уведомляет своего партнёра Чарльза Макнира (Роберт Эмметт Кин), что уходит из фирмы. Так как вся операционная деятельность лежала на Эрле, он сообщает Макниру, что передаёт свою долю и вместе с ней свои полномочия секретарше Элис Уокер (Глория Стюарт), которая прекрасно разбирается во всех делах и способна руководить фирмой. Затем он приглашает Элис, которой сообщает о своём решении, после чего доверительно делится с ней, что до сих пор винит себя в смерти своей жены Клер. Эрл рассказывает, как три года назад он убедил Клер отправиться с ним в круиз в надежде таким образом сохранить их брак. Когда корабль стал тонуть, Конрад спас нескольких пассажиров, посадив их на плот. В этот момент он на секунду потерял Клер из виду и не смог найти. Он уверен, что она погибла и до сих пор остро чувствует свою вину в её смерти.
Тем же вечером, когда Эрл возвращается домой, перед своими дверями он видит человека, принимая его за киллера. Между тем человек оказывается телефонным мастером (Клэнси Купер), который прибыл восстановить телефонную связь. Обнаружив перерезанный телефонный провод, мастер соединяет его, а затем удаляется. За этой сценой через окно наблюдает настоящий Киллер, который намерен выполнить заказ этим вечером. Но сразу после ухода телефонного мастера к Эрлу приезжает Элис, которая обеспокоена его состоянием и хочет помочь. Киллер через окно целится в Эрла, но в этот момент его прерывает странный свист и надвигающаяся по улице тень Свистуна. Чтобы избежать излишнего риска, Киллер решает уйти и вернуться к выполнению заказа на следующий день. Дома Киллера поджидает мелкий гангстер по имени Горман (Алан Дайнхарт), который предлагает выгодный заказ в другом городе. Киллер однако отказывается, заявляя, что получил гонорар и должен его отработать. Во время разговора с Горманом Киллеру приходит в голову идея не убивать Эрла из пистолета, а убить его с помощью сильного испуга.
На следующий день в офисе Элис передаёт Эрлу телеграмму из Красного Креста, согласно которой Клэр жива и находится в плену в японском лагере для интернированных. После этих известий к Эрлу возвращается желание жить, и он начинает поиски Виграна, чтобы расторгнуть контракт. Он приходит к криминальному адвокату Томли (Джордж Ллойд), через которого в своё время нашёл Виграна, однако адвокат отказывается помогать ему. Эрл приходит в бар, где встречался с Виграном, рассчитывая выяснить какие-либо подробности у бармена Гаса (Сай Кендалл). Бармен однако не намерен говорить с Эрлом, считая, что это он сдал Виграна полиции. Между тем к Эрлу за стойкой подсаживается женщина (Джоан Вудбери), которая предлагает отвезти его в загородный ресторан, где, по её словам, Вигран часто встречался со своими друзьями. Женщина садится за руль и рискованно разгоняется на извилистой горной дороге. Она представляется как Антуанетт, жена Лефти Виграна, которого очень любила и вместе с которым работала. Обвинив Эрла в смерти мужа, она говорит, что теперь ей тоже не за чем жить. Когда Антуанетт на большой скорости начинает безрассудно вилять на дороге, Эрл пытается предотвратить катастрофу, но ему не удаётся взять управление в свои руки, и в результате машина вылетает с крутого склона и разбивается. Антуанетт погибает на месте, а Эрл отделывается лёгкими травмами. Он прячется от прибывшей полиции, после чего, потрёпанный и хромой, добирается до дома, где его поджидает любящая и взволнованная Элис.
Когда двое мужчин, представляясь полицейскими, стучат к нему в дверь, Эрл убегает через чёрный ход, прячась в ночлежке. Киллер продолжает следить за Эрлом, пытаясь до смерти запугать его своим постоянным близким присутствием. Он снимает койку недалеко от койки Эрла и пристально смотрит на него. Среди ночи бродяга с соседней койки (Тревор Бардетт) пытается ограбить заснувшего Эрла. Когда тот замечает, что кто-то шарит в его карманах, Эрл вдруг вскакивает с места. Бродяга объясняет, что пытался его разбудить, так как дежурный в ночлежке (Байрон Фолджер) отправился к телефону, чтобы донести на него в полицию. Обещая спасти Эрла, бродяга выводит его на улицу и заводит в тёмный подвал, где собирается вырубить и ограбить его. Когда он заносит над Эрлом железную трубу, Киллер стреляет через окно и убивает бродягу.
На следующий день Киллер продолжает жёстко преследовать Эрла, не отступая от него ни на шаг. Измученный Эрл заходит в бар, где видит в газете свою фотографию и статью, в которой сообщается, что он страдает от амнезии, и редакция просит помочь найти его. Заметив в баре Киллера, Эрл пытается договориться с ним об отмене заказа, объясняя, что заказчиком выступил он сам. Однако Киллер, похоже, не верит ему и намерен довести дело до конца. Выйдя из бара, Эрл питается избавиться от навязчивого преследования, однако Киллер не отстаёт. Эрл прибегает в порт, вероятно, намереваясь сесть на отходящее судно. Однако к этому моменту он окончательно выбивается из сил, падает и теряет сознание. Его находит портовый сторож (Роберт Хоманс), который отводит Эрла в свою каморку и угощает горячим сладким кофе. По фотографии в газете сторож узнаёт Эрла, после чего звонит по номеру, указанному в статье, сообщая Элис, где находится Эрл.
Прямо перед этим звонком Элис получила телеграмму из Красного креста о том, что Клер несколько дней назад умерла в Японии в лагере для интернированных. Элис быстро направляется в порт, но к этому времени Эрл уже сбежал из каморки сторожа. Крайне ослабленный и плохо соображающий Эрл пытается под видом портового грузчика проникнуть на борт шведского грузового корабля Красного креста, отплывающего в Японию. На трапе его задерживает офицер корабля, передавая в руки полиции, которая препровождает его в офис начальника порта. Вскоре там появляется Элис, объясняя представителям властей, что произошло с Эрлом. Тем временем Киллер из окна наблюдает за Эрлом, опасаясь, что тот расскажет об убийстве на складе. Он отказывается от своего прежнего плана запугать Эрла до смерти и стреляет в него, однако пуля проходит мимо. Ответным выстрелом полицейские убивают Киллера. Как в заключение говорит Свистун, после этой ночи Эрл оправится от душевных терзаний, и в его жизни начнётся новая глава, которая принесёт ему счастье.

## В ролях
- Ричард Дикс — Эрл К. Конрад
- Глория Стюарт — Элис Уокер
- Дж. Кэррол Нэш — Киллер
- Алан Дайнхарт — Горман

В титрах не указаны
- Джоан Вудбери — Антуанетт «Тони» Вигран
- Роберт Эмметт Кин — Чарльз «Чарли» Макнир
- Дон Костелло — Лефти Вигран, он же Горсс
- Сай Кендалл — Гас, бармен
- Чарльз Колман — дворецкий Дженнингс
- Байрон Фолджер — служащий ночлежки
- Тревор Бердетт — бродяга в ночлежке
- Роберт Хоманс — портовый сторож
- Отто Форрест — голос Свистуна

## Создатели фильма и исполнители главных ролей
Как отмечает историк кино Пол Татара, режиссёр этого фильма «Уильям Касл занял уникальную нишу в истории кино как продюсер и промоутер таких монументальных „трэшевых шедевров“, как „Тинглер“ (1959), „13 призраков“ (1960) и „Мистер Сардоникус“(1961)». Рецензент журнала TV Guide добавляет, что Касл поставил такие запоминающиеся фильмы, как «Дом ночных призраков» (1959), «Убийственный» (1961) и «Приходящий по ночам» (1964), «но так никогда и не сделал ничего более сильного, чем этот фильм». При этом, по словам Татары, «люди склонны забывать о том, что Касл начинал свою карьеру как многообещающий режиссёр, хотя он и работал в рамках бюджетов, которые не покрыли бы обеденные расходы большинства фильмов категории А». Среди его лучших ранних картин были фильмы нуар «Когда незнакомцы женятся» (1944), «Джонни-стукач» (1949), «Поддержка» (1949), «Голливудская история» (1951), а также четыре фильма из цикла о Свистуне 1944—1946 годов
За период с 1921 по 1947 год Ричард Дикс сыграл в общей сложности в 99 фильмах, начав карьеру с таких картин, как «Души для продажи» (1923), «Симаррон» (1931), «Адское шоссе» (1932), «Туннель» (1935) и «Корабль-призрак» (1943). В 1944 году Дикс переключился на работу в киносериале «Свистун», сыграв вплоть до завершения своей кинокарьеры в 1947 году главные роли в семи из восьми фильмах киноцикла, «чередуя роли героя и отрицательного персонажа». Дикс умер в 1949 году в возрасте 56 лет.
Кинокарьера Глории Стюарт охватила период с 1932 по 2004 год. В общей сложности она сыграла в 61 фильме, среди которых «Старый тёмный дом» (1932), «Человек-невидимка» (1933), «Золотоискатели 1935-го года» (1935) и «Узник острова акул» (1936). В 1946 году Стюарт прервала кинокарьеру, однако с 1981 года стала сниматься вновь, сыграв в таких фильмах, как «Мой лучший год» (1982), «Массовая привлекательность» (1984), «Титаник» (1997), «Отель „Миллион долларов“» (2000) и «Земля изобилия» (2004), в котором она появилась на экране в последний раз. В 1998 году Стюарт была номинирована на «Оскар» за роль второго плана в фильме «Титаник» (1997). Актриса умерла в 2010 году в возрасте 100 лет.

## История создания фильма
Эта картина была первой в цикле «Свистун», состоящем из восьми фильмов категории В, которые произвела студия Columbia Pictures на основе популярного одноимённого радиосериала студии CBS. Радиосериал, который выходил в эфир с 1942 года, был разработан Дж. Дональдом Уилсоном (англ. J. Donald Wilson), который также написал сценарий этого фильма.
По словам Пола Татары, первый фильм Касла, криминальная комедия «Шанс всей жизни» (1943), был плохо принят критиками. Сам Касл признал, что его первый полнометражный фильм «был из рук вон плох, и отзывы на него были довольно жестокими». Тем не менее, вскоре режиссёр с удивлением для себя узнал, что глава студии Columbia Pictures Гарри Кон настоял на том, что он поставил ещё один фильм. Как пишет Татара, «Кон чувствовал, что критики, по сути, повели себя высокомерно и нагло, когда оценивали первую картину Касла. Поэтому, просто чтобы показать им, кто здесь главный, он вручил Каслу сценарий «Свистуна» и сказал, что это будет его следующая картина. В своей занимательной автобиографии «Шаг вперед: я собираюсь напугать Америку до смерти» (англ. Step Right Up: I’m Gonna Scare the Pants Off America), вышедшей в свет в 1976 году, Касл вспоминал, как Кон ему сказал: «Взгляни на Капру, Стивенса, Кьюкора, Мамуляна, Хоукса, Любича…ты думаешь, что у них не было провалов?».
Высоко оценив качество материала, который передал ему Кон, Касл решил «вставить в картину все возможные режиссёрские приёмы». Как он пишет, «я испробовал все эффекты, какие только мог придумать, чтобы создать атмосферу ужаса — низкий уровень освещения, широкоугольные объективы и ручную камеру во многих важных сценах, чтобы придать ужасу ощущение реальности». Как далее рассказывает Касл, «чтобы добиться настроения отчаяния, я настоял на том, чтобы Дикс бросил курить и сел на диету. Это делало его нервным и раздражительным, особенно когда я звонил ему рано утром и заставлял ждать на съёмочной площадке — иногда целый день — прежде чем использовать его в сцене. Он постоянно был не в себе, беспокойный, непоседливый и нервный, как кот. Когда я, наконец, задействовал его в сцене, я заставлял его играть её снова и снова, пока он не был готов взорваться. Это приносило желаемый эффект — образ человека, преследуемого страхом и пытающегося уберечь себя от убийства». Кон, однако, отверг идею Касла, чтобы во время кинопросмотра некто, одетый как персонаж Дикса, бегал бы по проходу кинозала, во время ключевых сцен выкрикивая: «Кровавое убийство!». Как отмечает Татара, «Каслу пришлось подождать до более позднего этапа своей карьеры, когда он смог применять подобные приёмы».
В радиосериале Свистун никогда не был участником драмы, а скорее рассказчиком и комментатором. Примерно такая же роль была отведена актёру Отто Форресту, исполнявшему роль Свистуна во всех восьми фильмах — зритель только слышал его голос, но никогда не видел его внешность, лишь отражение тени на стене. Каждый фильм серии начинался с появления призрачной фигуры Свистуна, насвистывавшего простую запоминающуюся мелодию, после чего он произносил: «Я Свистун, я знаю много странных историй». Затем он представлял историю. Голос Свистуна также завершал каждую историю, раскрывая последующую судьбу главного героя.
Музыкальная тема киноцикла была написана композитором Уилбуром Хэтчем (англ. Wilbur Hatch).
Фильм находился в производстве с 21 января по 7 февраля 1944 года и вышел в прокат 30 марта 1944 года.
Хотя фильм изначально и не задумывался как часть киносериала, реакция аудитории на этот фильм была настолько благоприятной, что, по информации «Голливуд Репортер», студия решила сделать цикл из нескольких картин.
Ричард Дикс снялся в семи из восьми фильмов цикла, но в каждом из них он сыграл нового персонажа, который иногда был положительным героем, а иногда отрицательным. В рамках сериала ему, в частности довелось сыграть «частного детектива, козла отпущения и злодея». Последний фильм цикла «Возвращение Свистуна» был выпущен в 1948 году уже без участия Дикса.
Позднее, в 1954—1955 годах телевизионная сеть CBS выпустила телевизионный сериал-антологию под названием «Свистун» с различными исполнителями главных ролей. Всего вышло 39 эпизодов этого телесериала.

## Оценка фильма критикой
После выхода фильма на экраны кинокритик Босли Краузер из «Нью-Йорк Таймс» назвал её «утомительной и нелогичной имитацией фильма Альфреда Хичкока (и раннего Фрица Ланга)». По мнению критика, на основе этого материала «продюсеры могли бы снять вполне достойную сериальную комедию, но они направляют его в русло настоящего убийства». В итоге, «мы получаем рутинное зрелище затянувшейся погони за убийцей и за его жертвой, всё очень серьёзно и фальшиво — и, следовательно, очень скучно».
С другой стороны, как написал современный историк кино Пол Татара, этот «острый маленький триллер получил очень высокую оценку, и он может похвастаться гораздо лучшими производственными показателями, чем можно было ожидать, учитывая, что он обошёлся всего в 75 000 долларов!». В рецензии журнала TV Guide также было отмечено, что «производственные показатели, учитывая, что фильм был снят с бюджетом менее 75 000 долларов, превосходны». Автор статьи полагает, что этот фильм стал «прекрасным примером искусства, которое можно создавать в рамках подразделения студии, производящего фильмы категории В». Назвав саспенс в картине «мастерским», рецензент далее отметил, что этим «напряженным маленьким фильмом категории В режиссёр Уильям Касл впервые произвел большое впечатление,… а Дикс великолепен в роли человека, которого терроризируют и который не может ничего сделать, чтобы остановить это». По словам автора статьи, «фильм получил восторженные отзывы, после чего — Касл в начале своей карьеры, и Дикс в конце своей — поработали вместе ещё над двумя фильмами этого киносериала».
Современный историк кино Деннис Шварц отметил, что «эта остросюжетная часовая детективная история стала первым фильмом в серии, созданной на основе успешной радиопрограммы 1930—1940-х годов». По его мнению, «это занимательный фильм категории В» с «хорошо сделанной напряжённой историей». Мораль фильма, по мнению Шварца, «заключается в том, что человек не может изменить свою судьбу, и если его предназначение — умереть от убийства… то так оно и будет». Современный историк кино Хэл Эриксон указал, что эта картина «с множеством свежих сюжетных поворотов» послужила «хорошей затравкой для семи последующих фильмов» о Свистуне.